# Nagroda Wolności Słowa
Nagroda Wolności Słowa (ang. Freedom of Speech Award) jest przyznawana osobom lub organizacjom za szczególny wkład w walkę lub obronę wolności słowa, za tworzenie warunków lub wspieranie wysiłków na rzecz wolności słowa.
Laureat jest wybierany przez wszystkie kluby zrzeszone w International Association of Press Clubs z ponad 30 krajów. Zwycięzca otrzymuje medal wolności słowa.
Uroczystość wręczenia nagrody odbywa się corocznie w Warszawie. Po raz pierwszy nagroda została wręczona 4 czerwca 2013 roku organizacji Reporterzy bez Granic.

## Laureaci
- 2024 Opór informacyjny, Ukraina[3]
- 2023 Andrzej Poczobut, Białoruś i Mortaza Behboudi(inne języki), Francja[4]
- 2022 Cheng Lei, Australia
- 2021 Julija Słucka, Białoruś[5]
- 2019 The Washington Post and Fred Ryan, Stany Zjednoczone
- 2018 The Guardian, Wielka Brytania[6]
- 2017 Niezależni dziennikarze w Turcji
- 2015 Peter Greste, Mohamed Fahmy and Baher Mohamed, Australia i Egipt[7][8]
- 2014 Aleksiej Simonow, Rosja[9]
- 2013 Reporterzy bez Granic, Francja[10]